# Naldo (football, 1988)
Pour le footballeur né en 1982, voir Naldo.
Pour les articles homonymes, voir Pereira.
Edinaldo Gomes Pereira, dit Naldo, né le 28 août 1988 à Santo André (Brésil), est un footballeur brésilien évoluant au poste de défenseur centre.

## Biographie
Né au Brésil, Naldo possède également la nationalité allemande.
Il joue quatre matchs en Copa Sudamericana lors de l'année 2012 avec le club de Grêmio. Il joue notamment les quarts de finale face au Millonarios FC.
Il dispute également deux rencontres rentrant dans le cadre des plays-offs de la Ligue des champions, lors de la saison 2015-2016, avec le club du Sporting CP. Ces deux rencontres sont jouées face au CSKA Moscou.
Il joue également plusieurs matchs en Ligue Europa. Il atteint les huitièmes de finale de la Ligue Europa en 2017 avec l'équipe russe de Krasnodar.
Le 10 août 2017, Naldo s'engage avec l'Espanyol de Barcelone. 
En juillet 2020, après trois saisons et 61 matchs disputés pour les Pericos, Naldo quitte la Catalogne.

## Palmarès
- Vainqueur de la Supercoupe du Portugal en 2015 avec le Sporting Lisbonne
- Vice-champion du Portugal en 2016 avec le Sporting Lisbonne